# Qui tam
Im englischen Common Law war ein Writ of qui tam eine gerichtliche Anordnung, wonach einer Privatperson, die eine Strafverfolgung unterstützt, das allfällige Bußgeld oder ein Teil davon zusteht. Der Name entstammt der lateinischen Formel qui tam pro domino rege quam pro se ipso in hac parte sequitur, das heißt, „[er,] der in dieser Sache für den Herrn König so [wie] für sich selbst klagt“.
Der Writ geriet in England und Wales als Folge des Common Informers Act 1951 außer Gebrauch. Das Recht der Vereinigten Staaten von Amerika sieht qui-tam-Regeln in einigen über hundert Jahre alten Bestimmungen vor:
- Der False Claims Act, 31 United States Code § 3729 et seq. spricht einem privaten Whistleblower, der Betrug von Auftragnehmern der Bundesregierung an dieser (z. B. durch überhöhte Rechnungen) anzeigt, rund 15 bis 25 Prozent der eingebrachten Schadenersatzsumme zu.
- Weitere, weniger häufig angewendete qui-tam-Regeln finden sich in 18 U.S.C. 962 betreffend das Bewaffnen von Schiffen gegen befreundete Staaten, 25 U.S.C. 201 betreffend Verletzungen von Indianerschutzgesetzen, 46a U.S.C. 723 betreffend die Entfernung von Unterseeschätzen aus Florida ins Ausland und 35 U.S.C. 292 betreffend das Anbringen falscher Patentvermerke.[1]

Die letztere qui-tam-Bestimmung betreffend Patentvermerke wurde im Februar 2011 von einem Bundesbezirksgericht für verfassungswidrig erklärt, da sie den Entscheid zur Strafverfolgung unzulässigerweise ins alleinige Ermessen Privater lege.